# Helvetica Chimica Acta
Helvetica Chimica Acta é uma revista científica fundada pela Sociedade de Química da Suiça. É publicada pela John Wiley & Sons, nas versões impressa e online. Publica artigos de todas as áreas da química. O fator de impacto da publicação é 2,164 (2020).